# Apatura metis
Apatura metis är en fjärilsart som beskrevs av Frey 1829. Apatura metis ingår i släktet Apatura och familjen praktfjärilar. Inga underarter finns listade i Catalogue of Life.

## Bildgalleri

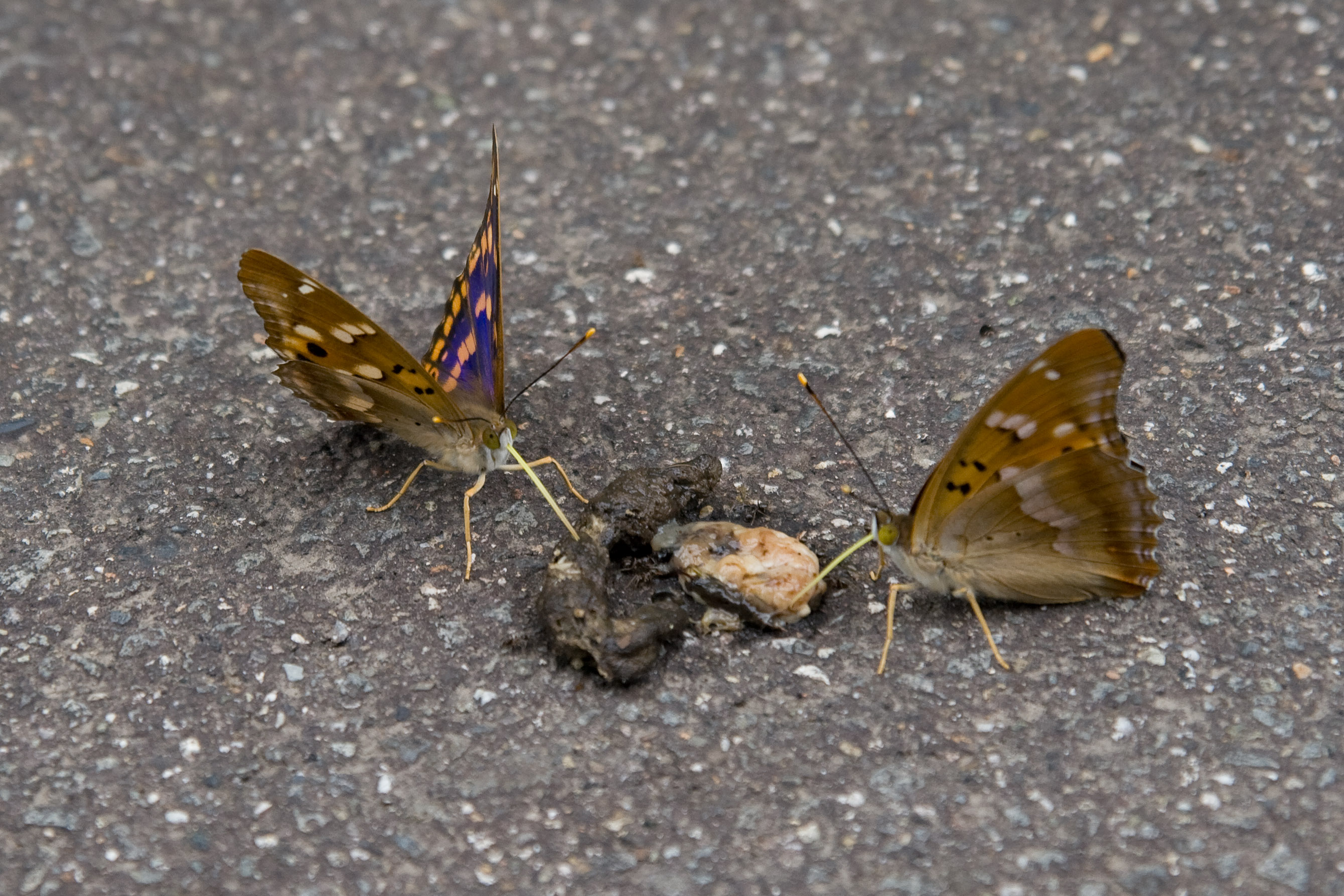